# Ігуменцев Віктор Миколайович
Ві́ктор Микола́йович Ігу́менцев (нар.12 серпня 1939, селище Червоний Яр, нині Краснодонського району Луганської області) — український графік, заслужений художник України — 1992.

## Життєпис
Віктор Миколайович Ігуменцев народився 12 серпня 1939 року у селищі Червоний Яр на теперішній Луганщині.
1964 закінчив Луганське художнє училище ім. К. А. Савицького (скульптурне відділення), 1970 — Харківський художньо-промисловий інститут — вчився у М. Фрадкіна. У 1970—1988 — викладач того ж інституту. Безперервно працював в галузі графіки.
З 1972 року бере участь у всесоюзних, міжнародних та зарубіжних виставках. З 1978 — в Спілці художників України. 1990 року відбулася особиста виставка у Харкові, 1991 — дві у Києві, також у Львові і Івано-Франківську.
З 1996 — доцент, 2002 — професор кафедри образотворчого та декоративного мистецтва архітектурного факультету Харківського державного технічного університету будівництва і архітектури.

## Творчий доробок
- «За городом качки пливуть»,
- «Їхав козак за Дунай» (обидві — 1970),
- «Земля» (1975),
- «Вечір на селі» (1976),
- «Волю Чилі» (1978),
- серії «Жінки мого села» (1988),
- «Моя вулиця» (1989—1990),
- ілюстрації до поеми Т. Г. Шевченка «Гайдамаки» (1991—1992).

## Нагороди
- Заслужений художник України (1992).